# 鵲田駅
座標: 北緯37度31分49.20秒 東経126度43分21.27秒 / 北緯37.5303333度 東経126.7225750度
鵲田駅（チャクチョンえき）は、大韓民国仁川広域市桂陽区にある仁川交通公社1号線の駅である。駅番号は(I116)。

## 駅構造
- 島式ホーム1面2線の地下駅。

## 駅周辺
- 鵲田1・2洞住民センター
- 北仁川税務署
- 烽梧大路（朝鮮語版）

## 歴史
- 1999年10月6日 - 開業[1]。

## 隣の駅
仁川交通公社
●1号線
京仁教大入口駅 (I115) - 鵲田駅 (I116) - 葛山駅 (I117)